# Tesla Roadster (engin spatial)
Pour les articles homonymes, voir Tesla Roadster.
L'engin spatial Tesla Roadster est une automobile qui a servi de charge factice en février 2018 lors du vol inaugural de la fusée Falcon Heavy de SpaceX, la société spatiale fondée par le milliardaire américain Elon Musk. Il s'agit de l'automobile personnelle de Musk, une Tesla Roadster de première génération de couleur « Midnight Cherry » fabriquée en 2009 par Tesla Motors, le fabricant de voitures électriques qu'il dirige.

## Lancement

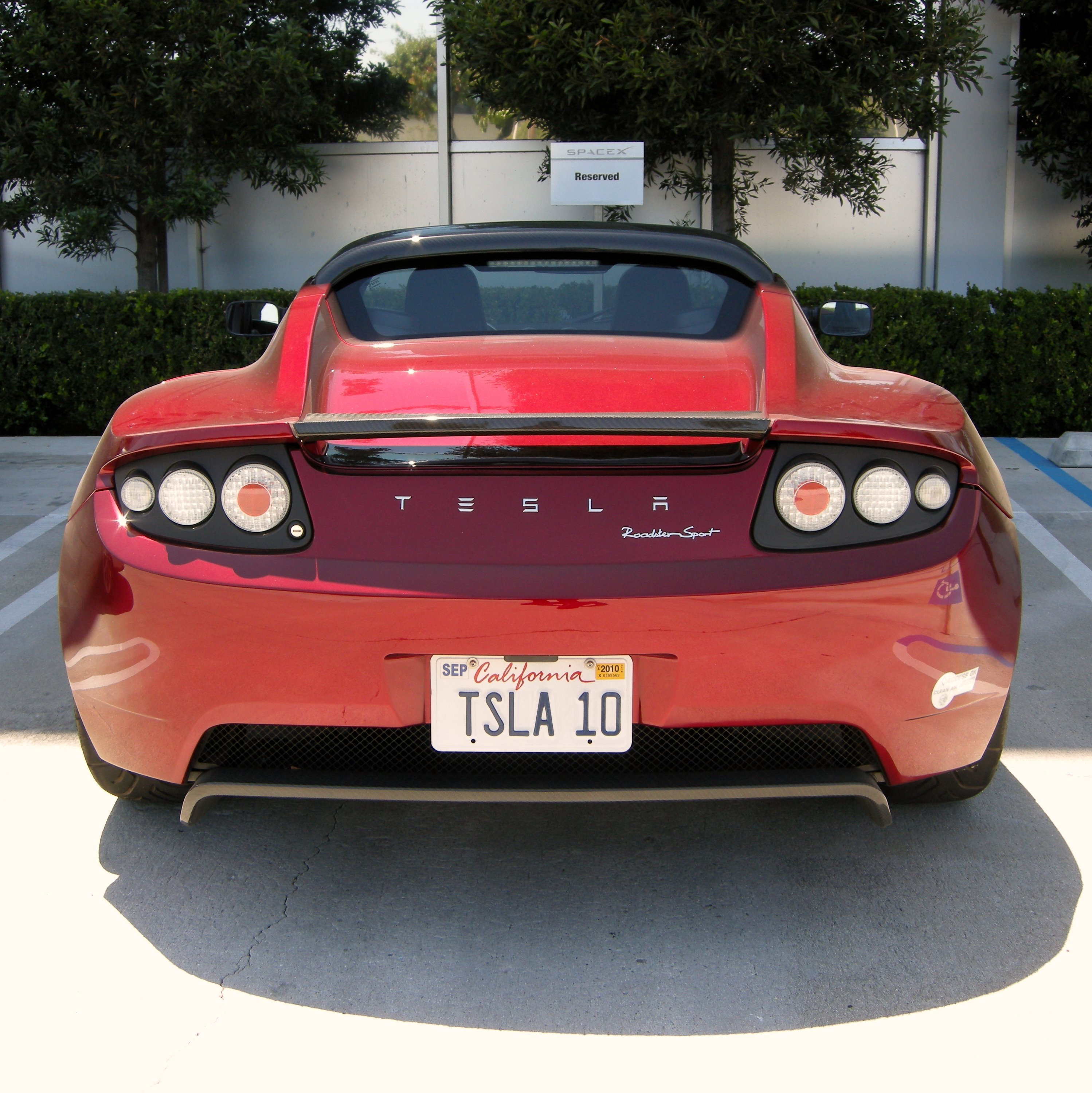
Le Tesla Roadster d'Elon Musk, stationnée près de SpaceX en 2010.

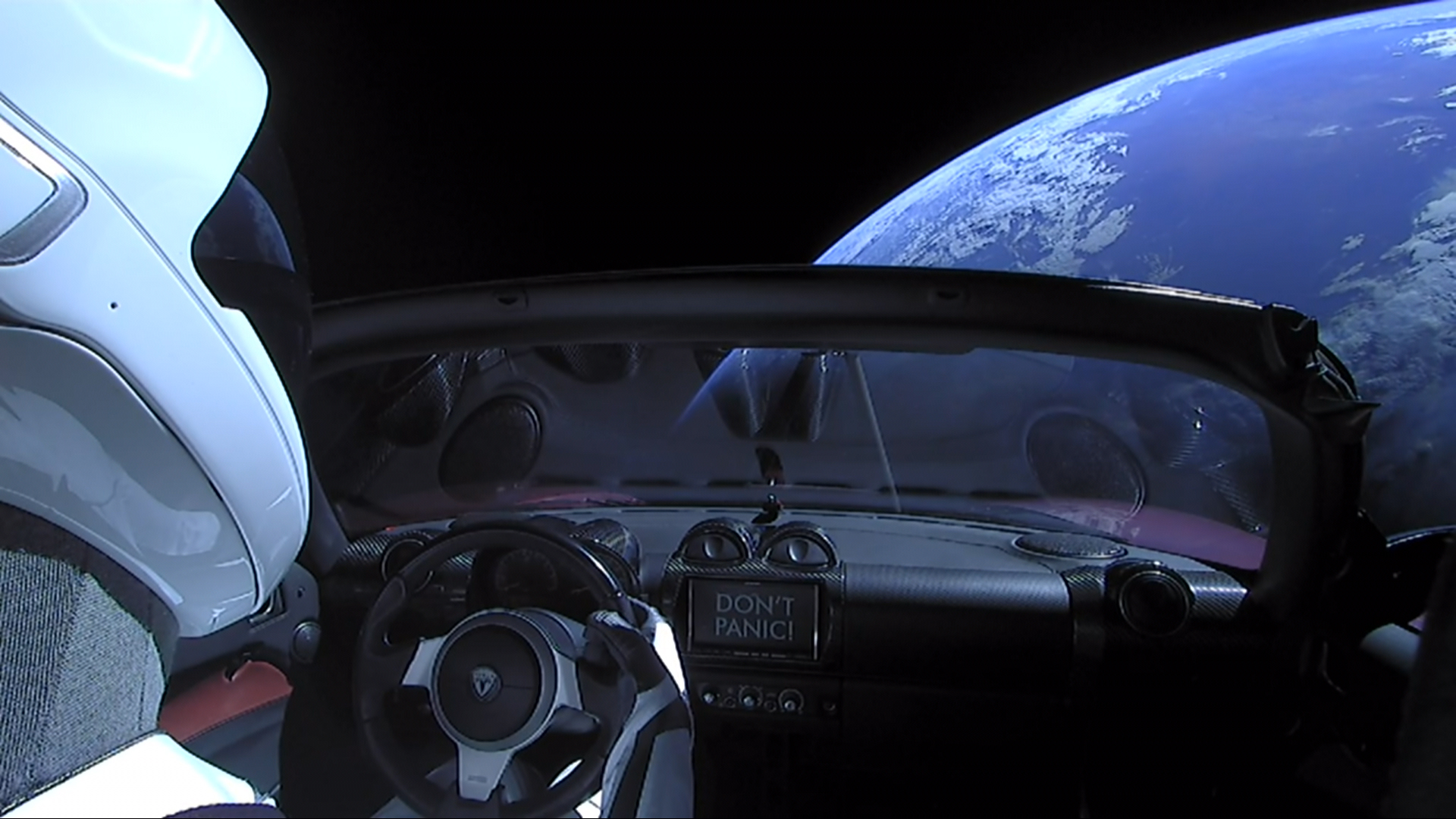
La voiture après le lancement. L'inscription Don't panic est visible au centre.

À cause des risques d'échec du vol, Musk a déclaré en mars 2017 qu'il voulait envoyer dans l'espace « la chose la plus idiote que nous puissions imaginer », sans annoncer son intention de mettre en orbite sa Tesla Roadster,. Si des journalistes ont rapporté que l'utilisation de la voiture était « inventée de toutes pièces », dans un but publicitaire, Musk et plusieurs salariés de SpaceX ont finalement déclaré que la voiture ferait partie de la charge. Musk l'annonce sur Twitter le 2 décembre 2017.
Le 22 décembre 2017, Musk publie des photos de l'automobile avant qu'elle ne soit embarquée. Elle est positionnée inclinée au-dessus de l'adaptateur de charge (payload adapter) de façon à équilibrer l'ensemble. Un peu plus tard, un mannequin est ajouté portant une combinaison spatiale mise au point par la société SpaceX, et des caméras sont installées sur des bras afin de filmer l'ensemble une fois dans l'espace.
La voiture a été mise en orbite elliptique héliocentrique le 6 février 2018 par la fusée Falcon Heavy.
- Tesla Roadster
- Terre
- Mars

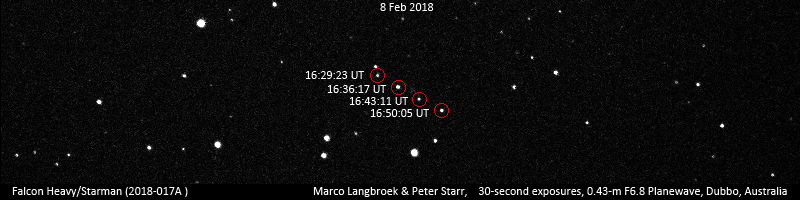
La voiture photographiée en février 2018 par l'observatoire de Dubbo en Australie.

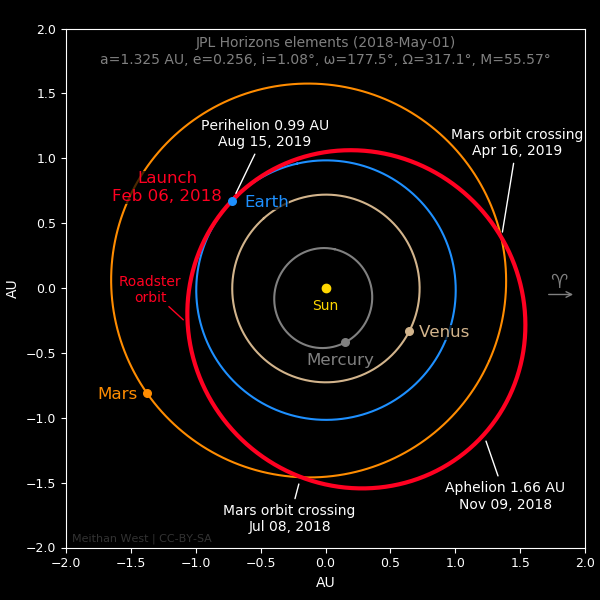
Trajectoire de la voiture et des planètes internes du système solaire :

Il était initialement annoncé qu'elle serait injectée sur une pseudo-orbite de transfert menant jusqu'à l'orbite de la planète Mars,,, mais pas vers la planète Mars elle-même, ce qui aurait nécessité le choix d'une fenêtre de lancement différente. Elle est en fin de compte placée sur une orbite autour du Soleil allant entre 0,986 unité astronomique (proche de l'orbite terrestre au périhélie) et 1,664 unité astronomique (juste au-delà de la distance de Mars à l'aphélie) et inclinée de 1,08 degré, proche de l'orbite initialement prévue. L'automobile pourrait dériver dans l'espace pendant quelques centaines de millions d'années avant qu'elle ne s'écrase sur le Soleil ou ne soit éjectée hors du système solaire, principalement à cause de l'influence gravitationnelle de Jupiter. Elle orbite autour du Soleil en 1,52 an (557 jours) et atteint la vitesse record pour une automobile de l'ordre de 121 600 km/h à chaque passage au périhélie[réf. nécessaire]. 
La trajectoire prévue a été déviée. Le 2 janvier 2025, le véhicule est repéré par un astronome amateur à 240 000 kilomètres de la Terre.
Le numéro 2018-017A lui a été attribué dans le catalogue NSSDCA/COSPAR, en tant que satellite.
L'auto-radio a joué la chanson Space Oddity de David Bowie jusqu'à épuisement de la batterie (qui n'avait que six heures d'autonomie). Un exemplaire du livre The Hitchhiker's Guide to the Galaxy (Le Guide du voyageur galactique) est rangé dans la boîte à gants, avec une serviette sur laquelle est écrit l'un des leitmotiv du Guide : « Don't Panic » (en) (« Ne paniquez pas »), mots qu'on retrouve aussi inscrits sur l'écran du tableau de bord,. Sur un circuit imprimé de l'ordinateur de bord sont gravés les mots « Made on Earth by humans » (« Fabriqué sur Terre par des humains »).
La Tesla Roadster est la première voiture grand public à voyager dans l'espace. Il ne s'agit cependant pas du premier véhicule à roues à être transporté dans l'espace. Trois Lunar Roving Vehicle ont en effet servi lors des missions Apollo 15, 16 et 17 ; ces trois véhicules sont restés sur la Lune. Par ailleurs, des rovers pilotés à distance sont utilisés depuis les années 1960.
Le 2 janvier 2025, le véhicule a été considéré par erreur comme un nouvel astéroïde par un astronome amateur basé en Turquie, après examen de données d'archives du Catalina Sky Survey. Le Minor Planet Center lui a attribué la désignation 2018 CN41,. Dix-huit heures plus tard, l'objet a été correctement identifié comme le Roadster de Tesla et a été supprimé des archives du centre.